# Tomi Scheiderbauer

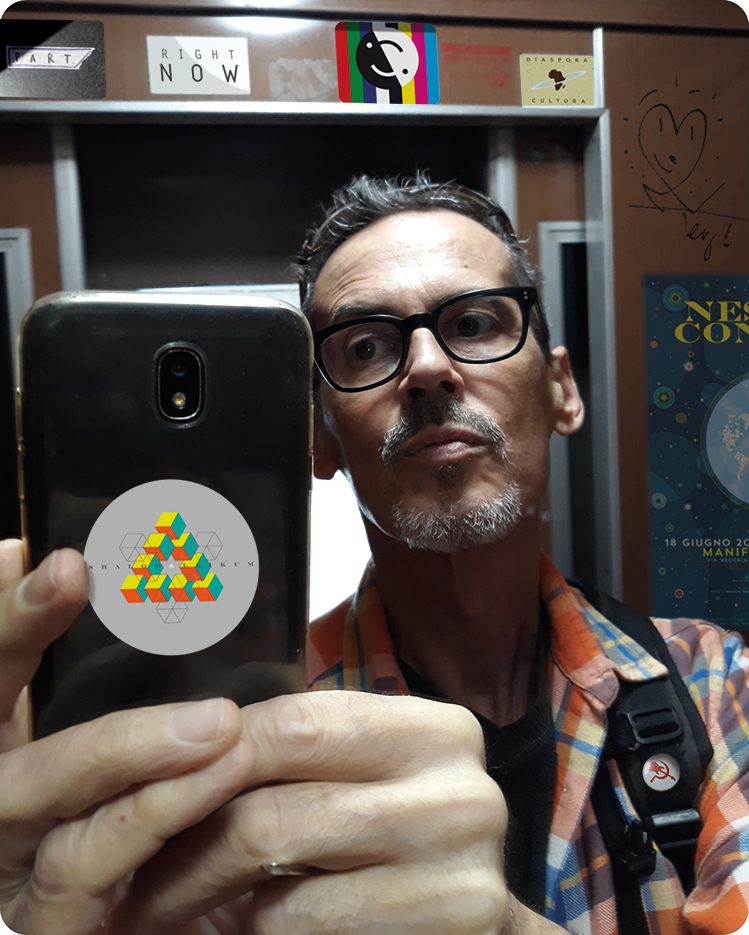
tOmi Scheiderbauer, September 2019, Selbstporträt „Spiegelbild tOmi Beiderschauer“

Thomas „tOmi“ Scheiderbauer (geboren 1961 in Hard, Vorarlberg) ist ein österreichischer interdisziplinärer Foto-, Grafik-, Kontext-Künstler, Kurator und Produzent. Er lebt in Bregenz und Lecce.
Seine Projekte drehen sich überwiegend um die Frage nach dem Ursprung von Ideen bzw. dem Wesen von Spontanität und Intuition. Zentral erscheint dabei ein relationaler, partizipativer und empathischer Kunstbegriff. “A real Artist is Partist”.

## Leben & Wirken
Scheiderbauer besuchte von 1970 bis 1976 das Bundesgymnasium Bregenz und war dort Redaktionsmitglied der Schülerzeitungen «Rübe» und «Zwiebel». Mit im Redaktionsteam waren Hans Peter Martin, Markus Barney und Frank Mätzler. 1976 wurde dem Redaktionsteam/Scheiderbauer von der Direktion nahegelegt, die Schule zu verlassen. Scheiderbauer zog als einziger des Redaktionsteams eine Berufsausbildung vor und absolvierte eine dreijährige Fotolehre. Danach besuchte er von 1980 bis 1981 die Höhere Graphische Bundes-Lehr- und Versuchsanstalt (Meisterklasse für Fotografie) in Wien, zog danach nach Spanien, ehe er nach ausgedehnten Reisen in den USA und Afrika, von 1985 bis 1989 Videokunst (Klasse für Audiovisuelle Gestaltung an der Schule für Gestaltung in Basel) studierte. Er war Initiator und Mitbegründer der Ateliergemeinschaft VIA, AudioVideoKunst in Basel. 1989–1991 verbrachte Scheiderbauer, zusammen mit Teresa Alonso Novo 14 Monate in Ägypten, wo sie in den Projekten Atelierhaus Shabramant (von Adel al Hozayin) in Kairo und Basata (von Sherif al Ghamrawy) im Nordsinai als Schreiner und Projektplaner arbeiteten. In Basata am Roten Meer entstanden erste Skizzen für eine Infraskulptur. Mit Ausbrechen des zweiten Golfkrieges im Januar 1991 verließen Scheiderbauer und Alonso Novo Ägypten und zogen übergangsweise in die Schweiz, wo sie zusammen mit dem Künstler Lukas Brunner und dem Programmierer Marcus Spiegel das Projekt c a l c gründeten.

## Projekte (Auswahl)
- c a l c – Casqueiro Atlantico Laboratorio Cultural[4], 1991–2003, in Navia, bzw. dem kleinen Vorort Las Aceñas an der nordwestspanischen Atlantikküste, war das Arbeits- und Wohnzentrum aller c a l c – Projekte während 12 Jahre. Die Infraskulptur oder „interaktive Atelierkulptur“ war ein Konglomerat verschiedener Gebäude mit verschiedenen Nutzungen: Das alte Mühlhaus bzw. Mutterschiff oder das telematische Labor, das zweite Atelierhaus für die prä-digitalen Medien und das NAVE oder Schlafhaus. Erklärtes Ziel war es, speziell telematische Kunstprojekte in Zusammenarbeit zwischen Navia und dem Rest der Welt zu entwickeln und sich rückwirkend so aktiv wie möglich in die lokalen Begebenheiten kreativ einzumischen. Diese Projekte entstanden parallel zum Aufbau der Infraskulptur.
- NAVE – Schlafhaus[5] – diese mobile Architektur entstand 1997 als erstes telematisches c a l c – Projekt zwischen Navia und den damals noch im Duo arbeitenden Schweizer Architekten Koeppel & Martinez in Widnau. Ausgehend von der Struktur des Horreo entstand ein ellipsoides, mobiles Gebäude mit zwei Schlafräumen und einem Bad.
- a park for L.A. – seit 1999, handelt vom Ankauf, der Verwandlung in einen Park und der Schenkung eines verlassenen Stück Landes im Zentrum von Las Aceñas – in Zusammenarbeit mit dem Kurator Paolo Bianchi und dem O.K. in Linz.
- communimage – seit 1999: das endlos wachsende Bild – der (fast) unzensierte, unmoderierte Versuch eines kollaborativen Bildes nach einfachen Regeln. In Zusammenarbeit mit Johannes Gees.
- cittadellarte[6] / UNIDEE – 2000–2005, intensive Zusammenarbeit zwischen Scheiderbauer, Teresa Alonso Novo und Michelangelo Pistoletto – gemeinsame Erarbeitung des Konzepts für die cittadellarte und für die UNIDEE. In dieser Zeit arbeiten Scheiderbauer und Alonso Novo jährlich auch als Tutoren in der UNIDEE.
- casa mas o menos – Erarbeitung und Realisation des ersten casa mas o menos – Projektes, in Zusammenarbeit mit den Architekten Eva Morales Soller, David Cañavate Cazorla und Ruben Alonso Mallén von La panaderia, Sevilla.
- 2003–2004 wird die interaktive Atelierkulptur in zwei Teilen verkauft, einzig das NAVE wird abgebaut und für einen späteren Verwendungszweck zwischengelagert. c a l c verlegt 2003 seine Aktivitäten nach Sevilla und entwickelt seine Projekte bis 2009 in Zusammenarbeit mit La panaderia, einem Architektenkollektiv.
- Schon vor der Auflösung von c a l c 2009 beginnt Scheiderbauer eine Zusammenarbeit mit Pamela Campagna, gemeinsam gründen sie L-ABLE, ein Studio für soziales Design. Übersiedlung von Sevilla nach Polignano a Mare in Süditalien und Entwicklung von Projekten in L-ABLE bis 2012.
- Seit 2012 arbeitet Scheiderbauer alleine. Seit 2013 unterhält er einen visuellen Blog – il daily jetzt – der sich ganz der Frage nach der Bildfindung widmet. Zudem entwickelt er als K.O.G. – Künstler Ohne Grenzen – Projekte mit und für Geflüchtete bzw. den afrikanischen Mitbürgern in Lecce. Aktuell entsteht so Leccebilità, ein alternativer Stadtplan als exklusives Produkt für den Straßenverkauf durch ebendiese.
- 2022: PIPPIFINN – KINDERKÜNSTEUNIVERSUM, das „Baby“ des Kreissaals, in Zusammenarbeit mit Erika Lutz und Anna Blocher (https://pippifinn.com)
- 2023: WER SIND WIR HIER, eine Infografische Aufarbeitung der Aktuellen Einwohnerstatistik Vorarlbergs an acht öffentlich einsehbaren Orten (https://omiotu.com/wer-sind-wir-hier)
- 2024: ICH BIN – MEINE FREUND:INNEN, DER TUMOR UND DIE KUNST, eine Sammlung autobiografischer Essays (https://omiotu.com/i_am_book)

## Ausstellungen (Auswahl)
- 1997: N.A.V.E. Net Access Virtual Embarking, im Kontext der KUB-Eröffnung – Kunsthaus Bregenz
- 1998: TIMEcloud, cittadellarte, Fondazione Pistoletto während Arte al Centro, und KUB während LIFESTYLE
- 1999–2000: DROPone, oneDROP, cittadellarte, Fondazione Pistoletto während Arte al Centro, Kunsthalle Wien während ART AS TEAMWORK, in Zusammenarbeit mit Michelangelo Pistoletto
- 2000: spacePLACE, a hypersculpture, KUB – Kunsthaus Bregenz während LKW II – Dinge zwischen Leben, Kunst und Werk und Galerie Lisi Hämmerle
- 2001, 2004: SANDPIT/ AGORA_03, Galleria Ar/ge, Free University Bolzano, in Zusammenarbeit mit Michelangelo Pistoletto
- 2002: Big Social Game, Biennale Torino 2002, künstlerischer Leiter Michelangelo Pistoletto – Scheiderbauer, Teresa Alonso Novo und Judith Wielander übernehmen die Gesamtkoordination, Ausstellungsarchitektur und kuratieren das Gastland (Internet) und einen Großteil der fast 200 im Stadtkontext entwickelten Projekte.
- 2002: a park for L.A. ist Teil des Projektarchivs von Park Fiction während der Documenta11
- 2003: Michelangelo Pistoletto + cittadellarte + . . ., Scheiderbauer, Teresa Alonso Novo und Judith Wielander kuratieren in Zusammenarbeit mit Ronald van de Sompel eine Pistoletto Retrospektive in Antwerpen.
- 2005: Uffizi Porte II, Vlesshal, Holland – Scheiderbauer kuratiert und präsentiert die Uffizi Porte II, die er zusammen mit Alonso Novo und Pistoletto für die Retrospektive in Antwerpen entwickelt hatte, und stellt in einem Vortrag cittadellarte und c a l c vor.
- 2005: Social Constuctions – A Moment in Time V – communimage in der Gallery SOEX, San Francisco, kuratiert von Abner Nolan and Scott Snibbe[7]
- 2009: The Art of Participation – 1950 to Now, communimage – re:Vision , MOMA – San Francisco, kuratiert von Rudolf Frieling
- 2013: Democratic Rain – Protoproject Tel Aviv, in Zusammenarbeit mit Francesca Eugeni und den Artists in Residence der Arison Family Foundation, ARTPORT
- 2019: Muttermuster, Landeskrankenhaus Feldkirch
- 2016–2020: K.O.G. – Künstler Ohne Grenzen, Projekte im Kontext der Geflüchtetenproblematik
- 2017–2020: Leccebilità, ein alternativer Stadtplan von Lecce (A1, englisch und italienisch), entwickelt mit und für afrikanische Stassenverkäufer als deren exklusives Produkt (https://omiotu.com/leccebilita_map)
- 2021: KREISSAAL, IMMUN – KOMMUN – OPPORTUN – ein gemütliches Parlament rund um die Frage nach dem „schönen Geld“ und unseren gemeinsamen Werten, magazin4, Bregenz (https://kreissaal.omiotu.com)

## Auszeichnungen
- 2003: Minimum Prize[8] – cittadellarte, Fondazione Pistoletto (für a park for L.A.)
- 2019: Internationaler Kunstpreis des Landes Vorarlberg[9]

## Veröffentlichungen
- CH Creatio-Helvetica, Visions of Paradise. In Folio, 2006, ISBN 2-88474-530-0.
- Greetings From Outside The Inside – a postercardbook. Radical Books, Sokolov 2012, ISBN 978-80-260-1665-6.[10]